# Isurus
Isurus (có nghĩa là "đuôi bằng")  là một chi cá nhám thu trong họ Lamnidae, thường được gọi là cá mập mako. Chúng chủ yếu là loài cá sống ở tầng nước giữa, là những loài cá có tốc độc săn mồi lên tới 50 km/h (31 mph). 

## Lịch sử và sự tiến hóa của hóa thạch
Mặc dù răng hóa thạch của Isurus đã được báo cáo từ thời kỳ đầu kỷ Phấn trắng muộn, chúng có thể là của một loài cá mập có bộ răng tương tự, Cretoxyrhina; vì đã có lúc chúng được coi là cùng một chi (hiện đã không còn tồn tại) Oxyrhina, và các tài liệu tham khảo hiện đại về Isurus trong kỷ Phấn trắng là rất ít. Sự xuất hiện sớm nhất của Isurus có vẻ như là trong thế Oligocen với sự ghi nhận loài Isurus desori.
Đã có nhiều cuộc tranh luận và suy đoán về nguồn gốc tiến hóa và mối quan hệ giữa Isurus và các họ hàng gần nhất của nó, bao gồm cả loài cá mập trắng lớn còn tồn tại (Carcharodon carcharias). Phân tích đồng hồ phân tử cho thấy tổ tiên chung cuối cùng của Isurus và Carcharodon cách đây khoảng 43-60 triệu năm trong thời kỳ Paleocen muộn - đầu Eocen.
Nhiều loài hóa thạch của họ Lamnidae trong lịch sử được xếp vào chi Isurus, hiện nay phần lớn được coi là các chi riêng biệt. Chúng bao gồm các loài Carcharodon (Cosmopolitodus) như C. hastalis, C. planus,  các loài Macrorhizodus,   Isurolamna,   và những loài khác.

## Mô tả
Chỉ có 2 loài được ghi nhận còn tồn tại là cá mập mako vây ngắn (I. oxyrinchus) và cá mập mako vây dài (I. paucus). Chúng có chiều dài từ 2,5 đến 4,5 m (8,2 đến 14,8 ft) và có trọng lượng tối đa xấp xỉ là 680 kg (1.500 lb). Cả hai đều có tông da màu xanh xám đặc trưng thường thấy ở loài cá nhám thu.

## Các loài
Chi này dược ghi nhận gồm các loài sau:
- Isurus oxyrinchus (Rafinesque, 1810)[17]
- Isurus paucus (Guitart-Manday, 1966)[18]
- †Isurus desori (Agassiz, 1843)
- †Isurus retroflexus (Agassiz, 1843)